# إنغريد غرانت
إنغريد غرانت (بالإنجليزية: Ingrid Grant)‏ هي متزحلقة بريطانية، ولدت في 16 أكتوبر 1964.

## وصلات خارجية
- إنغريد غرانت على موقع أوليمبيديا (الإنجليزية)